# Preben Hansen (arkitekt)
 Der er flere personer med dette navn, se Preben Hansen.
Preben Hansen R.1 (født 7. marts 1908 i København, død 24. juni 1989) var en dansk modernistisk arkitekt, professor og kongelig bygningsinspektør.

## Uddannelse
Han var søn af afdelingsingeniør ved Københavns Kommune Gustav Nikolaj Hansen (1881-1928) og Jenny Marie Marcussen (1881-1935), blev student 1926 og optaget på Kunstakademiets Arkitektskole september 1927. 1932 var Preben Hansen på et ophold på Sachsische Hochbauschule i Zittau, og året efter vandt han Akademiets lille guldmedalje (for et Koncerthus). 1943 vandt Hansen den store guldmedalje (for en Cirkusbygning).
Han modtog K.A. Larssens og Hustru L.M. Larssens født Thodbergs Legat 1931 og 1934 og Zacharias Jacobsens Legat 1935 og 1942 samt Akademiets store rejselegat 1943-44. Hansen anvendte disse midler på rejser, som 1931 gik til Frankrig, Tyskland, Italien og Spanien, 1933 Sydamerika og 1935 Nordamerika. Han vandt 1934 C.F. Hansens Opmuntringspræmie for rejseskitser fra Sydamerika. Han var senere i sit liv på yderligere rejser. Han var en meget dygtig tegner og fortsatte med at tegne og illustrere livet igennem.
Preben Hansen var medarbejder hos Frits Schlegel og Edvard Thomsen 1929-36 samt hos Vilhelm Lauritzen og etablerede selvstændig virksomhed 1937.

## Karriere
Samme år var Preben Hansen pressesekretær for Akademisk Arkitektforening. Han blev lærer ved Kunstakademiets Arkitektskole 1941, medlem af Akademiraadet 1953, var professor i bygningskunst ved Akademiet fra 1955 til 1958, hvor han blev udnævnt til kongelig bygningsinspektør. 1978 gik han på pension.

## Arkitektur
Preben Hansen markerede sig med en lang række store industribygninger, som gav ham et navn som kompromisløs modernist. Siden fik Hansen i kraft af sit embede som kgl. bygningsinspektør en lang række opgaver i efterkrigstiden, hvor opbygningen af velfærdsstaten fordrede nye gymnasier, universiteter og forskningsinstitutioner.

## Tillidshverv og hæder
Hansen var medlem af Danske Arkitekters Landsforbunds (DAL) udstillingsudvalg 1944-46 og leder af samme 1946-57, var bestyrelsesmedlem i DAL 1958-59 og næstformand for DAL 1960-61. Han var dommer i mange arkitektkonkurrencer. Han blev Honorary Corresponding Member of Royal Institute of British Architects 1963 og Honorary Fellow, American Institute of Architects 1969. 1954 blev han Ridder af Dannebrogordenen og 1965 Ridder af 1. grad.
Hans bygninger blev præmieret af Københavns Kommune 1970 og 1980.
Preben Hansen blev gift 27. januar 1939 (borgerlig vielse) med Ruth Langebæk (14. maj 1917 i København - ?), datter af direktør i A.M. Hirschsprung & Sønner Tage Holm Langebæk (1890-1961) og Kate Carrie Henriques (1896-1971).
Han er begravet på Garnisons Kirkegård.

## Udstillinger
- Charlottenborg Forårsudstilling 1932-33, 1935-44, 1953, 1959 og 1968
- Svensk-dansk Arkitekturudstilling, Stockholm 1942
- Dansk Kunsthaandværk, Stockholm 1942
- Bølleblomsten 1944
- Den internationale arkitekturudstilling, São Paulo, Brasilien 1953
- L'art Danois Contemporain, Musée de Lyon 1953
- 50ernes danske skolebyggeri, Danmarkshuset, Paris 1960

## Værker
- Konsul Einar Marcussens sommerhus ved Blokhus (1931)
- C.W. Obels fabrik, Aalborg (1937-39)
- Bladhus for Aalborg Amtstidende (1941-42, sammen med Carl Einar Glahn)
- Skovhus, Hals Sønderskov (1942)
- Lyfas fabrik, København (1946)
- CEWEC synålefabrik, København (1947)
- Aalborghallen (1949-52, 1. præmie i konkurrence sammen med Otto Frankild, Arne Kjær og ingeniør Johannes Jørgensen)
- 4. Maj Kollegiet i Aalborg (1950, sammen med Arne Kjær)
- Arrangering af udstillingen Kvinde og Hjem, Forum, København (1950)
- A.M. Hirschsprung & Sønners fabrik, Virum (1950)
- C.W. Obels fabrik Sofiendal, Aalborg (1950)
- Monberg & Thorsens kontorbygning i Gladsaxe (1951)
- Glud & Marstrands ny fabrik i København (1953)
- De Danske Spritfabrikkers anlæg på Amager (1954, sammen med Alf Cock-Clausen)
- Fabrik for Fritz Hansens Eft., Allerød (1954-62)
- Otto Mønsteds fabrik, Sydhavnen, København (1955-59)
- Fog & Mørups fabrik, Gladsaxe (1956)
- Boligbebyggelse for Odense Andelsboligforening, Odense (1956)
- Atomenergikommissionens forsøgsanlæg i Risø (1956-59, sammen med Poul Niepoort)
- Dansk Arbejdsgiverforenings kursuscenter, Egelund Slot (1957)
- Udvidelse af Det Kongelige Bibliotek (1959, helt ombygget ved opførelsen af Den Sorte Diamant)
- Eurochemic, forskningslaboratorium, Mol, Belgien (1959, sammen med Suter & Suter, Basel)
- Lindøværftet (1959)
- P. Bjørnbaks Konvolutfabrik, København (1959)
- Zoologisk Centralinstitut, København (1959-60)
- Peter F. Heering, Dalby ( 1959-61, sammen med Bent Helweg-Møller)
- Dansk Arbejdsgiverforenings arbejdslederskole, Arresøhøj, Huseby (1960)
- Birkerød Statsskole (1960)
- Roskilde Katedralskole (1960)
- Kraftcentral, Tuborg (1960, nedrevet)
- Edvard Storr Glasfabrikation, København (1960)
- Rungsted Statsskole (1960)
- Administrationsbygning, Strandvejen, Tuborg (1961, gennemgribende om- og tilbygget)
- Danmarks ambassade i Paris (1961, sammen med H. Zehrfuss)
- Gutenberghus' Trykkeri, Skovlunde (1962)
- Saltfabrik, Mariager Fjord (1966)
- Statens Institut for Blinde og Svagsynede, Rymarksvej 1-3, Hellerup (1966-68)
- S. Dyrup & Co.'s fabrik, København (1969)
- Roskilde Universitet (1971)
- Wivex (1971)
- Gutenberghus' administrationsbygning, København (1971-73, sammen med Alf og Søren Cock-Clausen)
- Sankt Annæ Gymnasium og Sangskole, København (1974)
- Avedøre Statsskole (1974, sammen med Erik Lassen)
- Restaurering og indretning af Dansk Arbejdsgiverforenings bygning, Ny Vestergade 13, København (1975-78)
- Indretning af eget hus Nyhavn 67, København
- Statens Levnedsmiddelinstitut
- Udvidelse af Statens Serum Institut
- Ombygning af Villa Bellavista, Taarbæk Strandvej 28, Taarbæk (oprindeligt 1927 af Povl Baumann)

### Andet
- Sølvarbejder for A. Michelsen
- Møbler og indretning

### Illustrationer
- Sammenslutningen af Arbejsgivere inden for Tobaksindustrien i Danmark 1913-38, 1938.
- (sammen med Niels A. Knudsen og Erik Lassen): Huse i Danmark, 1942.
- Tegnestuens 25 års jubilæum, 1963.
- (red. Ebbe Sadolin m.fl.): 24 rejseskitser udgivet i anledning af 60 års dagen 7. marts 1968, 1968.

### Projekter (ufuldstændig liste)
- Foreningsbygning med teater i Nykøbing Falster (2. præmie 1935)
- Hovedbygning i Kastrup Lufthavn (præmieret 1936)
- Forslag til bebyggelse af Sofiemindes jorder i Vejle (præmieret 1937, sammen med Poul Wiboe)
- Valby Idrætspark (præmieret 1939, sammen med Edvard Thomsen)
- Bebyggelsesplan til et beboelsesområde i det vestlige Odense med skole (Provstegårdskolen), børneinstitution og butikscenter (1948, 1. præmie, sammen med Kay Boeck-Hansen)